# 兰金-雨贡纽条件

激波前后状态的示意图

兰金－雨贡纽条件（英語：Rankine–Hugoniot conditions）是指激波两侧状态间所满足的关系式，其名称源于苏格兰工程师、物理学家威廉·约翰·麦夸恩·兰金与法国工程师、物理学家皮埃尔·昂利·雨贡纽。
对于满足欧拉方程的量热完全气体所产生的定常激波，兰金－雨贡纽条件可表示为：
{\displaystyle {\begin{aligned}&{\frac {\rho _{2}}{\rho _{1}}}={\frac {u_{1}}{u_{2}}}={\frac {(\gamma -1)+(\gamma +1)p_{2}/p_{1}}{(\gamma +1)+(\gamma -1)p_{2}/p_{1}}}\\&{\frac {T_{2}}{T_{1}}}={\frac {a_{2}^{2}}{a_{1}^{2}}}={\frac {p_{2}}{p_{1}}}\cdot {\frac {(\gamma +1)+(\gamma -1)p_{2}/p_{1}}{(\gamma -1)+(\gamma +1)p_{2}/p_{1}}}\end{aligned}}}
其中{\displaystyle \rho }为气体密度、{\displaystyle u}为流速、{\displaystyle p}为压强、{\displaystyle T}为温度、{\displaystyle a}为音速、{\displaystyle \gamma }为绝热指数，下标1与2则分别表示激波前、后的状态。